# Pipeline Masters
El Pipeline Masters, por razones de patrocinio se conoce actualmente como Billabong Pipeline Masters Hawaii, es la undécima y última prueba del ASP World Tour y se celebra anualmente en Banzai Pipeline, Oahu. Forma parte, además, de la última joya del Vans Triple Crown of Surfing.
El evento es uno de los fijos junto a Teahupoo (Tahití) y Trestles (Estados Unidos). Pero, sobre todo, es la pareja estelar del torneo junto con la prueba tahitiana de Teahupoo, debido a la dificultad y monstruosidad de sus olas, a los idílicos y majestuosos paisajes y a la longevidad e historia de la prueba.
Se celebra en los rompientes de Pipeline, o Banzai Pipeline como también es conocido, en North Shore, la costa norte de la isla hawaiana de Oahu durante la primera semana de diciembre hasta la mitad del mes.
En 2005 murió trágicamente el joven surfista local de 25 años Malik Joyeux, uno de los surfistas más prometedores del mundo y que era conocido por ser el surfista que surfeó la ola más grande en Tehaupoo, en 2003. Las posibles causas de su muerte son aplastamiento contra el coral o rotura del cuello.
Pipeline y Hawái albergan en enero y febrero el Monster Energy Pipeline Pro Billabong. Esta no es una prueba oficial del ASP World Tour, pero Billabong, como ya hiciera el pasado año, ha querido ser la primera gran marca en lanzarse en un evento de grandes olas. La prueba no cuenta con demasiados surfistas profesionales ni del ASP World Tour, pero si cuenta con muchas grandes promesas del surf hawaiiano y norteamericano del momento.

## Último eventos

### 2015
| Posición | Año  | Campeón          | Nacionalidad |
| -------- | ---- | ---------------- | ------------ |
| 1º       | 2015 | Adriano de Souza | Brasil       |
| 2º       | 2015 | Gabriel Medina   | Brasil       |
| 3º       | 2015 | Mick Fanning     | Australia    |
| 3º       | 2015 | Mason Ho         | Hawái        |

## Pasados campeones
| Año  | Campeón          | Nacionalidad   |
| ---- | ---------------- | -------------- |
| 2015 | Adriano de Souza | Brasil         |
| 2014 | Julian Wilson    | Australia      |
| 2013 | Kelly Slater     | Estados Unidos |
| 2012 | Joel Parkinson   | Australia      |
| 2011 | Kieren Perrow    | Australia      |
| 2010 | Jeremy Flores    | Francia        |
| 2009 | Taj Burrow       | Australia      |
| 2008 | Kelly Slater     | Estados Unidos |
| 2007 | Bede Durbidge    | Australia      |
| 2006 | Andy Irons       | Hawái          |
| 2005 | Andy Irons       | Hawái          |
| 2004 | Jaime O’Brien    | Hawái          |
| 2003 | Andy Irons       | Hawái          |
| 2002 | Andy Irons       | Hawái          |
| 2001 | Bruce Irons      | Hawái          |
| 2000 | Rob Machado      | Estados Unidos |
| 1999 | Kelly Slater     | Estados Unidos |
| 1998 | Jake Paterson    | Australia      |
| 1997 | Johnny-Boy Gomes | Hawái          |
| 1996 | Kelly Slater     | Estados Unidos |
| 1995 | Kelly Slater     | Estados Unidos |
| 1994 | Kelly Slater     | Estados Unidos |
| 1993 | Derek Ho         | Hawái          |
| 1992 | Kelly Slater     | Estados Unidos |
| 1991 | Tom Carroll      | Australia      |
| 1990 | Tom Carroll      | Australia      |
| 1989 | Gary Elkerton    | Australia      |
| 1988 | Robbie Page      | Hawái          |
| 1987 | Tom Carroll      | Australia      |
| 1986 | Derek Ho         | Hawái          |
| 1985 | Mark Occhilupo   | Australia      |
| 1984 | Joey Buran       | Estados Unidos |
| 1983 | Dane Kealoha     | Hawái          |
| 1982 | Michael Ho       | Hawái          |
| 1981 | Simon Anderson   | Australia      |
| 1980 | Mark Warren      | Australia      |
| 1979 | Larry Blair      | Australia      |
| 1978 | Larry Blair      | Australia      |
| 1977 | Rory Russell     | Hawái          |
| 1976 | Rory Russell     | Hawái          |
| 1975 | Shaun Tomson     | Sudáfrica      |
| 1974 | Jeff Crawford    | Estados Unidos |
| 1973 | Gerry López      | Hawái          |
| 1972 | Gerry López      | Hawái          |
| 1971 | Jeff Hakman      | Hawái          |

- Datos: Q611024